# فیلیپ یکم، کنت فلاندرز
فیلیپ یکم، کنت فلاندرز (انگلیسی: Philip I, Count of Flanders؛ ۱۱۴۳ – ۱ اوت ۱۱۹۱)، کنت فلاندرز از سال ۱۱۶۸ تا ۱۱۹۱ و جانشین پدرش تیری، کنت فلاندرز بود. وی در جنگ صلیبی دوم و سوم شرکت کرد.